# HelloFresh
HelloFresh — немецкая публичная компания по доставке еды и продуктовых наборов, базирующаяся в Берлине. Входит в число самых крупных поставщиков еды в США, также работает в Австралии, Канаде, Дании, Новой Зеландии, Швеции, Великобритании, Люксембурге, Германии, Бельгии, Франции, Нидерландах.
Компания провела IPO на Франкфуртской фондовой бирже в ноябре 2017 года.

## История
HelloFresh была основана в ноябре 2011 года Домиником Рихтером, Томасом Гришелем и Джессикой Нильссон в Берлине (Германия). Рихтер и Гришель собственноручно упаковали и доставили продуктовые наборы первым 10 клиентам. Компания стала одной из первых в своём сегменте. Первоначально она привлекла финансирование от Rocket Internet, немецкого стартап-акселератора. В начале 2012 года компания начала доставлять продуктовые наборы в Нидерландах, Великобритании, США и Австралии. В 2014 году компания выполнила миллионный заказ. В этом году в сумме было привлечено 50 млн долларов инвестиций, тогда как в 2012 году было собрано 10 млн, а в 2013 году — 7 млн долларов.
К марту 2015 года число клиентов компании достигло 250 000 клиентов, однако она продолжала работать в убыток. В сентябре 2015 года компания оценивалась в 2,6 млрд евро. Владеющая компанией Rocket Internet в ноябре 2015 года решила отложить IPO, опасаясь, что компания будет недооценена, так как в течение года произошёл значительный рост клиентской базы, число пользователей в октябре достигло 530 000 человек. В июле 2016 года число клиентов достигло 750 000, а в третьем квартале 2017 года — 1,3 млн.
В октябре 2017 года HelloFresh объявила о запланированном IPO на Франкфуртской фондовой бирже для привлечения дополнительных 350 млн долларов. 2 ноября компания завершила IPO, её рыночная капитализация составила 1,7 млрд евро, вдвое больше, чем у её ближайшего конкурента из США, Blue Apron.
В марте 2018 года HelloFresh приобрела компанию Green Chef, крупного производителя органической еды из США.
В октябре 2018 года канадским подразделением компании была приобретена канадская компания доставки продуктовых наборов Chefs Plate.
В 2019 году Rocket Internet продал свои оставшиеся акции HelloFresh международным институциональным инвесторам. До продажи Rocket Internet имел в распоряжении 30,6 % акций HelloFresh.
В 2021 году для выхода на российский рынок компания приобрела 10 % российского сервиса по доставке продуктов с рецептами «Шефмаркет».

## Деятельность
Бизнес-модель HelloFresh состоит в подготовке ингредиентов, необходимых для приготовления еды и доставке их клиентам, которые затем могут самостоятельно приготовить еду с использованием специальных рецептов (общее среднее время приготовления еды составляет 30 минут). Недельная подписка, включающая три блюда на 2 человек каждое, стоит 60-70 долларов США. Также предоставляется до 19 рецептов приготовления блюд. В США HelloFresh предлагает услугу винодельческой подписки, основанной на идеях сервиса Blue Apron. На некоторых рынках HelloFresh предоставляет услугу «быстрой коробки» еды, для приготовления которой требуется не более 20 минут. После приобретения компании Green Chef HelloFresh стала предлагать наибольшее количество продуктовых наборов с добавлением органического веганского и глютенового меню Green Chef.
60 % выручки компании в ноябре 2017 года приходились на США, компания занимала 44 % американского рынка доставки продуктовых наборов.
В 2022 году на США пришлось 59 % выручки, на Германию — 6 %, на другие страны (Австралия, Австрия, Бельгия, Великобритания, Канады, Нидерланды, Швейцария) — 35 %.